# ريجنالد ساندرز
ريجنالد ساندرز (بالإنجليزية: Reginald Sanders)‏ هو فنان أمريكي، ولد في 7 يونيو 1921، وتوفي في 2001.